# Rosa María Díez
Rosa María Díez (Ciudad de México, 1 de septiembre de 1956) es una cantante mexicana. Tiene un registro de soprano.

## Trayectoria
Estudió música en el Conservatorio Nacional de Música, en la Escuela de Música Vida y Movimiento del Centro Cultural Ollin Yoliztli y en la Escuela Superior de Música de Viena. En 1987 actuó por primera vez con la Ópera Nacional, en 1990 se integró a la Compañía Nacional de Ópera, y en 1992 se integró a Solistas Ensamble de Bellas Artes. Es profesora de canto en el Conservatorio Nacional de Música.
Se ha presentado acompañada de los pianistas Enrique Bárcena y Santiago Pineirúa.

## Premios y reconocimientos
- 1978 - premio del Concurso de la Fundación Morales Estévez
- 1982 - Premio Especial en el Concurso Nacional de Canto Carlo Morelli
- 1985 - Concurso Solistas de la Escuela Vida y Movimiento
- 1989 - tercer lugar en el Concurso Latinoamericano de Canto "Carmen Teresa de Hurtado" [4]